# سرویس بین‌المللی چرخش زمین و سامانه‌های مرجع
سرویس بین‌المللی چرخش زمین و سامانه‌های مرجع (انگلیسی: International Earth Rotation and Reference Systems Service) که به اختصار IERS و به صورت رسمی سرویس بین‌المللی چرخش زمین نامیده می‌شود، مسئول تعیین استانداردهای زمان و چارچوب مرجع به‌ویژه از طریق گروه‌های پارامترهای سوگیری زمین (EOP) و سامانه بین‌المللی مرجع آسمانی (ICRS) است.